# Vittorio Insanguine
Vittorio Insanguine (Monopoli, 15 febbraio 1967) è un ex calciatore italiano, di ruolo attaccante.

## Carriera
Inizia la carriera nel Campionato Interregionale con il Fasano, e successivamente passa al Brindisi dove disputa una stagione in Serie C1. Nel 1989-1990 è al Taranto, con cui vince il campionato di Serie C1 segnando 12 reti e debutta in Serie B nel campionato successivo, disputando 30 gare e segnando 3 gol.
Nella stagione 1991-1992 si trasferisce alla Fidelis Andria; anche qui vince il campionato di Serie C1, segnando 14 reti, e disputa altri due campionati di Serie B totalizzando altre 70 presenze e segnando 11 gol nella serie cadetta con la squadra pugliese.
Negli anni seguenti gioca in Serie C1 con Ravenna e Casarano, e successivamente torna al Fasano per altre sei stagioni, tre nel Campionato Dilettanti e tre in Serie C2; con i pugliesi è capocannoniere nel girone H del Campionato Nazionale Dilettanti 1998-1999 con 24 reti, e nel girone C del campionato di Serie C2 1999-2000 con 21 reti. Chiude la carriera in Serie D con Matera, Manduria e Bitonto ed infine in Eccellenza con il Monopoli.
In totale ha segnato quasi 200 gol in campionato, ed al suo attivo ha anche una rete segnata con la maglia dell'Andria in Coppa Italia contro la Juventus.

## Palmarès

### Club

#### Competizioni nazionali
- Campionato Interregionale: 1

Fasano: 1987-1988
- Campionato Nazionale Dilettanti: 1

Fasano: 1998-1999
- Serie C1: 1

Taranto: 1989-1990

#### Competizioni regionali
- Eccellenza: 1

Monopoli: 2004-2005